# مصطفى طلبة
مصطفى فهمي طلبة حسن (1953-)، طبيب وأستاذ في الجراحة العامة ورجل أعمال مصري بريطاني، يشغل منصب الممثل الرسمي للجنة المؤقتة القائمة بأعمال المُرشد العام لجماعة الإخوان المسلمين منذ 17 ديسمبر 2021 بعد إعفاء مجلس شوري الإخوان لإبراهيم منير من منصبه وفصله من الجماعة.

## السيرة
من مواليد الخمسينات وهو طبيب وأستاذ في الجراحة العامة وحاصل على الجنسية البريطانية واسمه بالكامل مصطفى فهمي طلبة حسن، تقول وسائل إعلام أنه «مسؤول مع شقيقه علي فهمي طلبة عن إدارة استثمارات جماعة الإخوان المسلمين».
ٱدرج اسمه وشقيقه بقوائم الإرهاب وذلك في القضية رقم 784 لسنة 2021 حصر أمن دولة عليا في مصر.

### انتماؤه لجماعة الإخوان المسلمين
تقول وسائل إعلام، أن مصطفى طلبة أحد أعمدة جماعة الإخوان في الخارج بسبب نفوذه الإقتصادي كرجل أعمال يملك استثمارات كبرى في بريطانيا وغيرها من الدول الغربية. كما تربط طلبة صلة قرابة بالرئيس الراحل محمد مرسي، الذي توفي في محبسه، وكان ضمن وفد مرسي في زيارة البرازيل عام 2013 مع
مجموعة من رجال الأعمال للاتفاق على عدة مشروعات مشتركة في مجال البرمجيات ونظم المعلومات.
وكشفت مصادر لـ«قناة العربية» «أن مصطفى طلبة، هو نائب رئيس مجلس شورى الإخوان في تركيا ويحظى بعلاقات وثيقة مع السلطات التركية، ويدير مجموعة ضخمة من استثمارات وأموال الجماعة».

#### تعيينه ممثلا للجنة القائمة بأعمال المرشد العام
بعد القبض على القائم بأعمال مرشد الجماعة، محمود عزت عام 2020، انقسمت الجماعة لجبهتين، جبهة القائم الجديد بأعمال المرشد إبراهيم منير وجبهة الأمين العام السابق للجماعة محمود حسين والمعروفة بـ«جبهة إسطنبول». ودخلت الجبهتين في صراع طويل على تولي قيادة الجماعة.
وبعد صدور قرار إزاحة إبراهيم منير في أكتوبر 2021، اقترح مجلس شورى جماعة الإخوان المسلمين على عضو مكتب الإرشاد الدكتور محمود حسين تولي مهمة القائم بالأعمال، لكن الأخير رفض ذلك وطلب «تشكيل لجنة مؤقتة يختارها مجلس الشورى العام تقوم بعمل المرشد العام في الشأن المصري لمدة ستة أشهر أو اتخاذ المجلس قرارا بتحديد القائم بالعمل»، الاقتراح الذي وافق عليه مجلس شورى الجماعة في 13 نوفمبر 2021. وٱعلن رسميا في 17 ديسمبر 2021، عن تكليف الدكتور مصطفى طلبة بمهمة الممثل الرسمي لهذه اللجنة، التي تتولي القيام بأعمال المرشد العام للجماعة بشكل مؤقت، وفي بيان من مجلس الشورى العام لجماعة "الإخوان المسلمون" بتاريخ 12 يوليو 2022 على موقعها الرسمي إخوان أون لاين أن المجلس قرر في جلسته التي انعقدت في الفترة بين 8 - 10 يونيو 2022 تمديد فترة تكليف اللجنة القائمة بعمل فضيلة المرشد العام - كما هي - حتى آخر يونيو 2023 أو اتخاذ المجلس قرارا آخر بشأنها أيهما أقرب .
بعد وفاة إبراهيم منير وتعطل جهود المبادرات بين الطرفين تقدمت اللجنة القائمة بعمل المرشد العام وممثلها مصطفى طلبة بمذكرة إلى مجلس الشورى العام في نوفمبر 2022 م بشأن تفعيل العمل بالمادة الخامسة من اللائحة العامة للجماعة، التي تنص على: "في حال حدوث موانع قهرية تحول دون مباشرة المرشد العام لمهامه يحل محله نائبه الأول ثم الأقدم فالأقدم من النواب ، ثم الأكبر فالأكبر من أعضاء مكتب الإرشاد ".
وعليه تولى محمود حسين منصب القائم بأعمال المرشد العام باعتباره عضو مكتب الإرشاد الأكبر سناً  بتاريخ 16 نوفمبر 2022 حسب موقع الجماعة الرسمي إخوان أونلاين. وفي مارس 2023 أعلنت مجموعة إبراهيم منير (أو ما يطلق عليهم جبهة لندن) أنهم انتخبوا صلاح عبد الحق قائمًا بالأعمال، ذلك على موقع جبهة لندن الرسمي إخوان سايت.